# Вовчок сірий
Вовчок сірий, вовчок великий, повх соня (Glis glis) (Linnaeus, 1766) — вид ссавців з ряду мишоподібних, типовий вид і рід родини вовчкових (Gliridae).

## Назва
Glis — латинська назва вовчкових. Назва вовчок, можливо, походить від повх, повчок, походить від псл. плъхъ, споріднене з лит. pele — миша (первісно, мабуть, сіра тварина), лтс. pele — миша, а також з лит. peleti — пліснявіти, цвісти, pelesis — цвіль, лтс. pelёcis сірий.

## Середовище проживання
Поширений по всій Європі і суміжних районах Азії. Характерний представник теріофауни України.
Типовий мешканець листяних і мішаних лісів, може жити у великих садах.

## Морфологія

### Морфометрія
Довжина голови й тіла: 13-18 см, хвіст: 11–15 см, вага: 70–230 г.

### Зовнішність
Має великі чорні очі, округлі вуха, довгі вібриси. Хвіст довгий і пухнастий, з хутром трохи темнішим, ніж на тілі. Хутро від сірого до сірувато-коричневого кольору на більшій частині тіла, з чіткою межею, що відокремлює верх від низу, який має колір від білого до блідо-жовтуватого. Самиці мають від чотирьох до шести пар сосків.

## Поведінка
Може лазити по деревах і стінах без якихось проблем. Гніздується в дуплах дерев, гніздах птахів, а також під дахами будинків. Спить весь день, активний уночі. Зимова сплячка звичайно триває з кінця вересня до початку травня. Вони зазвичай не соціальні тварини, хоча невеликі групи тісно пов'язаних дорослих іноді спостерігались. Схильний до синантропії, проте тільки у прилісних місцях проживання.
Зв'язок здійснюється частково звуком (тварини роблять різні скрипи або сопучи звуки), а почасти по запаху. Запахові залози присутні на ногах і в основі хвоста, і використовуються для позначення землі, особливо в періоди сексуальної активності.

## Живлення
Восени живляться жолудями, горіхами, каштанами та насінням, яке багате на масла й жири. У літні місяці більше споживає плоди і гриби. Також їсть комах, яйця птахів.

## Відтворення
Сезон розмноження з кінця червня до середини серпня, і в результаті є тільки один приплід на рік. Самці не є територіальними, можуть відвідати кількох сусідніх самиць для спаровування, самці стають агресивним по відношенню до інших самців, з якими стикаються. Період вагітності коливається між 30 і 32 днів. З початку серпня до середини вересня народжується зазвичай 6, але може бути до одинадцяти сліпих дитинчат. Молодь спочатку сліпа і безпорадна, вагою близько 2 — 3 грами. За 21 — 32 дні відкриваються їх очі, а потім ближче до початку сплячки вони починають їсти тверду їжу. У цей короткий період їх виживання залежить від дуже хорошого запасу їжі.

## Генетика
Диплоїдне число хромосом для Glis glis 62. Всі аутосоми метацентричні й субметацентричні (FNa = 120).

## Загрози
Хижаками є куни, коти і великі сови. Довга зима може принести високий збиток для популяції.